# Ланг, Фриц

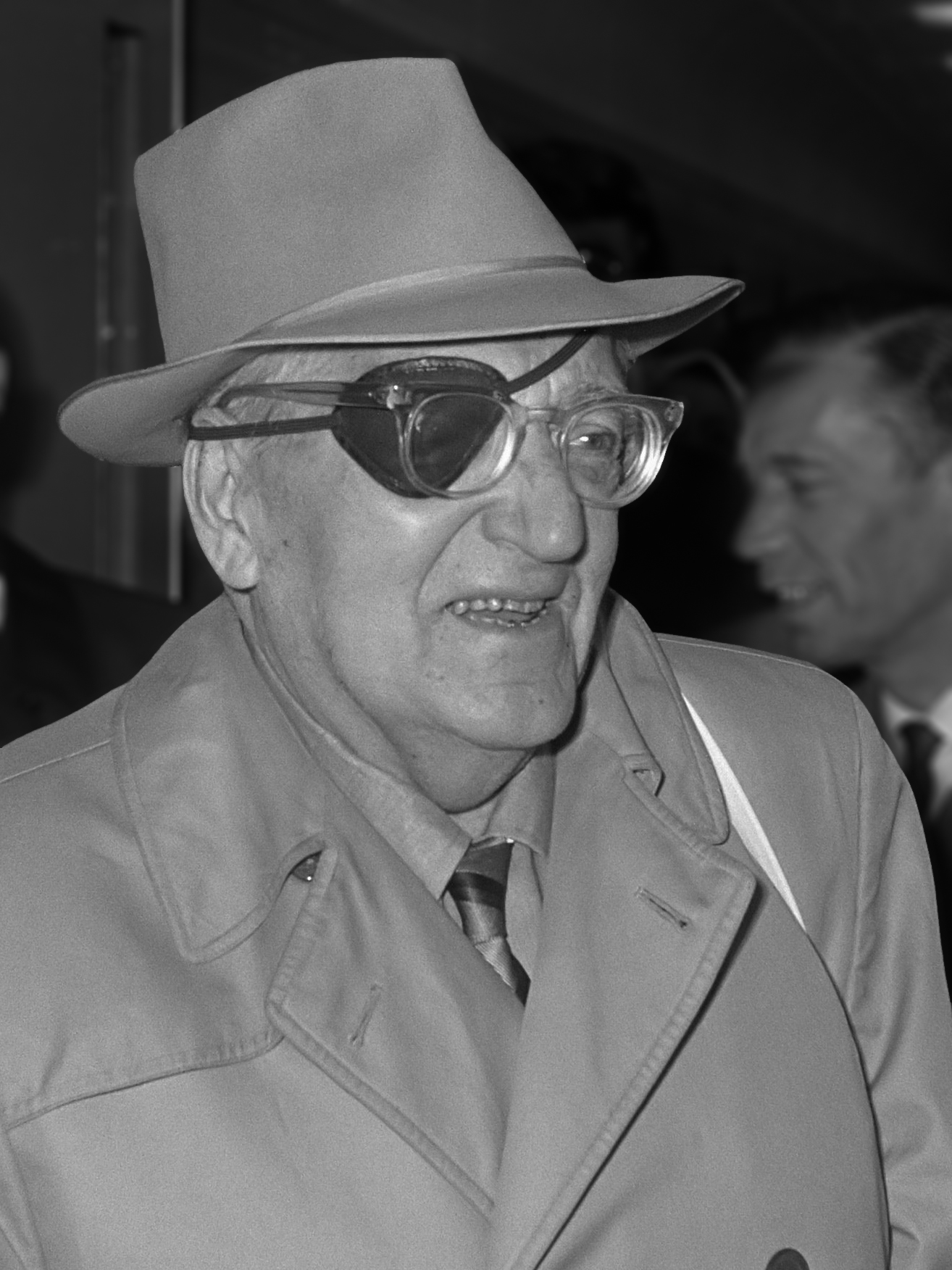
Фриц Ланг. 1969

Фридрих Кристиан Антон Ланг (нем. Friedrich Christian Anton Lang; 5 декабря 1890, Вена, Австро-Венгрия — 2 августа 1976, Беверли-Хиллз, Калифорния, США) — немецкий кинорежиссёр, с 1934 года живший и работавший в США. Один из величайших представителей немецкого экспрессионизма, Ланг снял самый крупнобюджетный фильм в истории немого кино («Метрополис», 1927) и предвосхитил эстетику американского нуара («М», 1931). Известен также по фильмам о «сверхпреступнике» Мабузе (режиссура всей трилогии).

## Биография

### Ранние годы
Фридрих Кристиан Антон Ланг родился 5 декабря 1890 года в Вене в семье архитектора Антона Ланга и его жены Паулы, урождённой Шлезингер. Родители Ланга были выходцами из Моравии, католиками. Мать-еврейка приняла католичество, когда Фрицу было десять лет. Она серьёзно относилась к вере и воспитала сына в традициях католицизма.
После окончания народной и реальной школы Ланг, который с детства занимался рисованием, поступил в 1907 году на архитектурный факультет Высшей технической школы, которую бросил после первого семестра. В 1908 году изучал живопись в Академии изобразительных искусств в Вене, а с 1911 года в Мюнхене — в Школе прикладного искусства (мастерская Юлиуса Дица). В 1913—1914 годах в Париже посещал школу живописи Мориса Дени и Академию Жюлиана.
После начала Первой мировой войны Ланг вернулся в Вену. 12 января 1915 года он записался добровольцем. Участвовал в боях в России, Галиции, Румынии и Италии, был трижды ранен и неоднократно отмечен наградами. В 1918 году после очередного ранения был признан негодным к военной службе и демобилизован в чине лейтенанта.

### Кинокарьера в Германии: 1916—1933 годы
Ещё в 1916 году в Венском госпитале Фриц Ланг начал писать киносценарии, по которым были сняты такие фильмы, как «Хильда Уоррен и Смерть» Джо Мая (1917) и «Чума во Флоренции» Отто Рипперта (1919).
В августе 1918 года он познакомился с берлинским кинопродюсером Эрихом Поммером, который пригласил его в качестве штатного сценариста киностудии «Decla». В 1920 году, работая на фирме «May-Film GmbH», Ланг познакомился с писательницей и сценаристкой Теа фон Харбоу, сотрудничество с которой продолжалось до 1933 года.
Первая жена Ланга Элизабет Розенталь умерла 25 сентября 1920 года. В качестве причины смерти врач записал в протокол: «несчастный случай, выстрел в грудь». 26 августа 1922 года Ланг и Харбоу сочетались законным браком. Вскоре после свадьбы Ланг получил немецкое гражданство.
Первой самостоятельной режиссёрской работой Ланга стал приключенческий фильм «Харакири» (1919). Его последующие фильмы развивали романтические и экспрессионистские мотивы. При этом Ланг обычно тяготел к развёрнутым многочасовым постановкам. «Пауки» (первая часть — «Золотое озеро», 1919; вторая часть — «Бриллиантовый корабль», 1920) — приключенческая драма о поисках сокровища затерянной цивилизации. «Усталая смерть» (1921) — философско-лирическая притча о любви, пытающейся победить смерть. «Доктор Мабузе — игрок» (1922) — масштабная детективная драма по роману Норберта Жака о сверхпреступнике. «Нибелунги» (первая часть — «Зигфрид», 1924; вторая часть — «Месть Кримхильды», 1924) — эпическая фантазия по мотивам древнегерманской саги о Зигфриде. «Метрополис» (1927) — знаменитая антиутопия, оказавшая огромное влияние на развитие социальной и научной фантастики XX века. «Женщина на Луне» (1929) — первый в мире фильм о космическом полёте, поставленный с учётом научных и технических представлений о возможности такого предприятия.
Первый звуковой фильм Фрица Ланга, детективная трагедия «М» (1931), рассказывает о маньяке-детоубийце, поймать которого пытается не только полиция, но и синдикат преступников. Это один из самых знаменитых фильмов в истории кино.
Его последний немецкий фильм — «Завещание доктора Мабузе» (1933) — был запрещён 29 марта 1933 года цензурой.

### Эмиграция и работа во Франции: 1933—1934 годы
Ланг часто рассказывал, что после запрета фильма «Завещание доктора Мабузе» рейхсминистр пропаганды Геббельс вызвал его к себе, но не для того, чтобы призвать к ответу, а предложить пост «руководителя германской киноиндустрии»: «Фюрер видел ваши фильмы „Нибелунги“ и „Метрополис“ и сказал: вот человек, способный создать национал-социалистическое кино!..» Якобы в тот же вечер Ланг уехал в Париж и в Германию уже не возвращался. Однако в Париж Ланг приехал не в начале апреля, как он сам утверждал, а 28 июня 1933 года, и ещё несколько раз ездил оттуда в Берлин и Лондон.
20 апреля 1933 года Ланг развёлся с Теа фон Харбоу и 21 июля 1933 года окончательно переехал в Париж.
17 июля он в последний раз вернулся в Берлин, 21 июля 1933 года — дата его окончательного переезда в Париж. Об этом свидетельствуют пограничные штампы в паспорте Ланга, который хранится в Берлинском киномузее.
Во Франции Ланг поставил один фильм — мрачную романтическую фантазию «Лилиом» (1934) по пьесе Ференца Мольнара. Продюсером фильма был Эрих Поммер, который также бежал из Германии в Париж, где занялся созданием европейского отдела киностудии «Двадцатый век Фокс».

### Начало карьеры в США: 1934—1943 годы
В 1934 году Ланг заключил с «Метро-Голдвин-Майер» контракт на один фильм с опцией ещё на несколько фильмов, и переехал в США. В общей сложности Ланг провёл в Голливуде 22 года, поставив за этот период 22 полнометражных фильма, в различных жанрах и практически на всех крупных голливудских студиях, а также как независимый продюсер.
В 1934-1935 годах студия «Эм-Джи-Эм» поручала ему постановку целого ряда фильмов, однако по различным причинам их производство прерывалось. В итоге в сентябре 1935 года «Эм-Джи-Эм» объявила, что Ланг будет ставить криминальную драму «Ярость», известную также под рабочим названием «Толпа правит». Фильм, главные роли в котором исполнили Сильвия Сидни и Спенсер Трейси, носил ярко выраженный публицистический характер, бросая обвинение презрительному отношению к закону и стадному инстинкту толпы. В основе фильма лежит история о том, как в небольшом американском городе разъярённая слухами толпа чуть было не растерзала невинного человека, а тот потом с не меньшей яростью стал мстить этой толпе, пытаясь любой ценой добиться наказания десятков людей за самосуд. Картина имела большой успех как у критиков, так и в прокате, и была номинирована на Оскар за лучший сценарий. В 1995 году фильм был включён в Национальный реестр фильмов, отобранных Национальным советом по сохранности фильмов для хранения в Библиотеке Конгресса США.
Отношения Ланга и творческой группы во время съёмок фильма не складывались, и только благодаря усилиям продюсера фильма Джозефа Л. Манкевича студия не отстранила Ланга от работы. После завершения работы над фильмом Ланг в ряде интервью негативно отзывался о работе «Эм-Джи-Эм» на стадии окончательного монтажа фильма, и в итоге остался без работы.
Голливудскую карьеру Ланга спасла актриса Сильвия Сидни, которая была одной из немногих, кто хотел работать с Лангом. Сидни заключила личный договор с независимым продюсером Уолтером Вагнером, с условием, что постановщиком их фильма будет Ланг. При работе над криминальной драмой «Жизнь даётся один раз» Вагнер предоставил Лангу полную свободу действий. Фильм рассказывает историю любви бывшего заключённого (Генри Фонда) и секретаря адвоката (Сильвия Сидни), которые хотят жить честной и счастливой жизнью, однако несправедливая судьба толкает их на преступный путь и бегство от властей. Несчастные герои Ланга вызывают симпатию у зрителя, и одновременно Ланг подвергает резкой критике систему правосудия, которая озабочена лишь тем, чтобы жестоко покарать героя, а также средства массовой информации, которым не терпится увидеть его осуждённым. Постановку Ланга отличает «чистый экспрессионистский стиль, который оказал громадное влияние на послевоенный фильм нуар: там всегда ночь, обычно идёт дождь и камера нависает над героями как тяжёлая рука судьбы». Из оригинальной 100-минутной версии фильма было удалено около 15 минут c беспрецедентными для своего времени сценами насилия. Фильм был положительно оценён критикой и имел неплохие кассовые результаты. Как и «Ярость», он стал одним из предвестников жанра фильм нуар, а также заложил основы субжанра, получившего название «влюблённые в бегах». Несмотря на удачный премьерный показ в январе 1937 года, «Ланг своим поведением и речами обрёл новых врагов».
В мае 1937 года Ланг заключил со студией «Парамаунт» двухлетний контракт на создание трёх фильмов. Завершённая летом 1938 года романтическая драма с комедийными и сатирическими элементами «Ты и я» рассказывала о двух бывших заключённых (Джордж Рафт и вновь Сильвия Сидни), работающих в универсальном магазине, которые собираются пожениться и одновременно планируют ограбление собственного магазина. Фильм стал полным разочарованием, и «Парамаунт» обвинила в неудаче Ланга. Весной 1939 года контракт с Лангом был расторгнут после единственного поставленного им фильма.
14 августа 1939 года Ланг получил американское гражданство, а в конце года познакомился с продюсером и специалистом по поиску талантов Сэмом Джаффи, который «привнёс стабильность в его голливудскую карьеру». Джаффи знал, что «Двадцатый век Фокс» планировал снять продолжение поставленного Генри Кингом вестерна «Джесси Джеймс» (1939), и предложил Ланга в качестве режиссёра фильма. Глава студии Дэррил Занук одобрил эту идею, и Ланг подписал договор на постановку фильма «Возвращение Фрэнка Джеймса» (1940). Этот вестерн, далёкий от исторической достоверности, рассказывает о мести Фрэнка Джеймса (Генри Фонда) убийцам своего брата. В этом фильме свою первую роль сыграла будущая звезда Джин Тирни. После этого Ланг продолжил работу на «Фокс» с ещё одним вестерном «Вестерн Юнион» (1941), также снятым в цветовой системе «Текниколор». Оба фильма были положительно оценены критикой и имели успех у публики. В итоге Занук остался доволен обоими фильмами, и Ланг получил на «Фокс» контракт на постановку ещё нескольких фильмов.
Следующий фильм Ланга, триллер «Охота на человека» (1941), рассказывал о преследовании гестапо английского профессионального охотника, которого заподозрили в покушении на Гитлера. Критики внесли этот фильм в список лучших картин года, что означало возвращение Ланга в число наиболее авторитетных режиссёров Голливуда. Ланг рассчитывал, что благодаря успеху картины получит от Занука предложения на постановку более интересных фильмов. Однако две свои следующие работы Ланг так и не завершил. Сначала он сослался на жёлчнокаменную болезнь, а в 1942 году и вовсе ушёл с «Фокс».
В том же году совместно с Бертольтом Брехтом Ланг начал работу над сценарием фильма о покушении на исполняющего обязанности имперского протектора Богемии и Моравии Рейнхарда Гейдриха (который незадолго до того был убит чешскими борцами сопротивления) и последовавшими за его убийством репрессиями против мирного населения. Военная драма «Палачи тоже умирают!» (1943), режиссёром которой стал Ланг, а продюсером Арнольд Прессбургер, получила высокую оценку критики и была номинирована на два Оскара (за музыку и звук). В 1946 году на Венецианском фестивале фильм был удостоен международной премии критиков.

### Продолжение карьеры в США: 1944—1948 годы
В 1944 году Ланг достиг пика своей американской карьеры, когда в кинотеатрах в широкий прокат вышли сразу два прекрасно принятых фильма — «Министерство страха» и «Женщина в окне».
В основу «Министерства страха» (1944) был положен роман Грэма Грина, права на который принадлежали студии «Парамаунт пикчерс», и для постановки фильма Ланг вернулся на эту студию. Действие фильма происходит в Лондоне во время Второй мировой войны, где только что вышедший из психиатрической клиники несчастный бедняга (Рэй Милланд) по иронии судьбы становится объектом преследования как со стороны сети нацистских шпионов, так и местной полиции, подозревающей его в совершении убийства. Этот фильм положил начало серии фильмов нуар Ланга, которые принесли ему славу в Голливуде.
Месяц спустя на экраны вышел фильм нуар «Женщина в окне» (1944), который Ланг поставил по предложению сценариста и независимого продюсера Наннэлли Джонсона. В картине рассказывается мрачная история немолодого добропорядочного профессора криминальной психологии (Эдвард Г. Робинсон), который влюбляется в роковую красавицу (Джоан Беннетт), и по воле случая и собственной слабости убивает человека, скрывает следы преступления, а затем становится объектом шантажа. Фильм показывает, что «добро и зло присутствуют во всём, и что моральный выбор часто диктуют обстоятельства».
В 1945 году Ланг совместно с актрисой Джоан Беннетт, продюсером Уолтером Вагнером и сценаристом Дадли Николсом создал продюсерскую фирму «Диана продакшнс», названную так в честь дочери Беннетт. Первой постановкой Ланга для «Диана продакшнс» стал фильм нуар «Улица греха» (1945), который был самым независимым фильмом Ланга за все годы его карьеры в США, так как продюсеры никоим образом не влияли на его работу. Этот фильм — ремейк фильма Жана Ренуара «Сука» (1931) — во многих смыслах стал также продолжением предыдущей картины Ланга, рассказывая историю скромного бухгалтера (Эдвард Г. Робинсон), который влюбившись в роковую красавицу (Джоан Беннетт), раскрывает как свой невиданный творческий потенциал, так и всю глубину нравственного падения. Ланг «бесподобен в своём умении передать отчаяние несчастных, наивных жертв в жёстком реальном мире». Работа над фильмом затянулась, и в поисках экономической поддержки Ланг заключил дополнительный договор с «Юнивёрсал» об участии студии в проекте на стадии пост-продакшна. Поскольку в финале картины убийца остался ненаказанным, фильм столкнулся с цензурными проблемами, так как подобный финал противоречил действующему на тот момент кодексу Хейса. Фильм имел большой успех в прокате. Воспринятый в своё время критикой неоднозначно, сегодня этот фильм, так же как и «Женщина в окне», относится к классике жанра фильм нуар.
Затем Ланг поставил шпионский триллер «Плащ и кинжал» (1946) с Гэри Купером в главной роли, намереваясь рассказать о наступлении новой, ядерной эпохи после окончания Второй мировой войны. Однако руководство студии «Уорнер бразерс» отказалось от предложенной Лангом концовки фильма, превратив его в обычный романтический триллер охоты за ядерными секретами.
Следующий фильм Ланга «Тайна за дверью» (1948) в жанровом плане сочетал в себе элементы готического триллера, психологического хоррора и фрейдистской мелодрамы, рассказывая историю молодой женщины (Джоан Беннетт в третьей и последней совместной работе с Лангом), которая подозревает своего мужа в том, что он хочет её убить. Фильм был умело поставлен и прекрасно сыгран квалифицированным составом актёров, однако по причине слабо проработанного сценария получил неоднозначные отзывы критики и полностью провалился в прокате. Дистрибютор фильма «Юнивёрсал», получив рекордные убытки, решил разорвать отношения с «Диана продакшнс», которая вскоре после этого вообще прекратила своё существование.

### Последние годы работы в Голливуде: 1950—1956 годы
Последние семь лет работы Ланга в Голливуде стали для него самыми продуктивными, за этот период он поставил десять фильмов. Однако этот отрезок карьеры Ланга был и наиболее низким по качеству работ, среди которых к числу действительно выдающихся можно отнести только картины «Стычка в ночи» (1952) и «Большая жара» (1953).
После неудачи фильма «Тайна за дверью» Ланг был вынужден искать нового продюсера, заключив контракт на два фильма с небольшой независимой продюсерской компанией «Файделити пикчерс». Первый из этих фильмов, криминальная драма «Дом у реки» (1950), стала единственным фильмом Ланга категории В. В картине, действие которой происходило в конце XIX века, рассказывается история неудачливого и порочного писателя, который при попытке изнасилования случайно убивает свою служанку, а затем привлекает своего добропорядочного брата к сокрытию следов преступления. В итоге брат оказывается главным подозреваемым, а писатель становится знаменитым, посвятив убийству свою новую книгу. Фильм имел определённый успех в США, однако почти не продавался за рубежом, в итоге его стали считать самой неизвестной работой Ланга голливудского периода.
В том же году Ланг, который был должен студии «Двадцатый век Фокс» один фильм, поставил для неё военную драму «Американская война на Филиппинах» (1950), в которой американский морской офицер (Тайрон Пауэр) в 1942 году организует борьбу филиппинских партизан против японских захватчиков. Этот фильм получил самые плохие для Ланга отзывы критики и считается одним из самых слабых фильмов режиссёра за всю его карьеру, хотя в экономическом плане он был достаточно успешным.
В 1952 году Ланг выпустил три фильма. В феврале состоялась премьера вестерна «Пресловутое ранчо» (второй фильм для компании «Файделити»), в марте — драма «Стычка в ночи», а накануне Рождества — фильм нуар «Синяя гардения». В центре внимания психологического вестерна «Пресловутое ранчо» находится история мести молодого героя, ведущего охоту на убийц своей невесты. Фильм памятен любовным треугольником в составе молодого мстителя (Артур Кеннеди), главы бандитов (Мел Феррер) и хозяйки ранчо (Марлен Дитрих), служащего укрытием для банды. Несмотря на то, что Дитрих была на 13 лет старше первого и на 16 лет старше второго актёра, она и в свои 50 лет продолжала излучать сексуальную притягательность. Мелодрама «Стычка в ночи» по пьесе Клиффорда Одетса рассказывает о запутанных отношениях любви, дружбы, безразличия, отвращения и измен, связывающих несколько семейных пар в небольшом рыбацком городке в Новой Англии. Главные роли в фильме сыграли Барбара Стэнвик и Роберт Райан, в небольшой роли снялась также Мэрилин Монро. В фильме нуар «Синяя гардения» с Энн Бакстер и Ричардом Конте Ланг рассказывает историю расследования убийства художника (Рэймонд Бёрр), умело обыгрывая символы урбанистической среды своего времени — телефонную связь (выступающую для героев своеобразным орудием судьбы), влияние средств массовой информации и растущее распространение популярной музыки (представителем которой выступает Нэт Кинг Коул).
В первой половине 1953 года руководитель Columbia Pictures Гарри Кон предложил Лангу контракт, и на удивление неуживчивый Ланг сработался с темпераментным Коном. Первой постановкой Ланга для Columbia Pictures стал фильм нуар «Большая жара» (1953). Герой фильма, полицейский детектив (Гленн Форд), после жестокого убийства жены вступает в схватку с контролирующей город мафиозной группировкой, не останавливаясь ни перед чем и не обращая внимания на то, что его действия косвенно становятся причиной гибели четырёх невинных женщин. Фильм известен беспрецедентно высоким для своего времени уровнем насилия, в частности в одной из сцен бандит (Ли Марвин) выплёскивает в лицо героине (Глория Грэм) кипящий кофе. Фильм стал одним из самых успешных фильмов Ланга в международном плане, хотя в США добился лишь умеренного успеха. В 2011 году фильм был включён в Национальный реестр фильмов, отобранных Национальным советом США по сохранности фильмов для хранения в Библиотеке Конгресса.
Вторым и последним фильмом Ланга для «Коламбиа» был фильм нуар «Человеческое желание» (1954). Фильм поставлен по мотивам романа Эмиля Золя «Человек-зверь» (1890) и является ремейком одноимённого фильма 1938 года режиссёра Жана Ренуара. Действие картины перенесено в американский железнодорожный узел на Среднем Западе в годы после Корейской войны, главные роли, как и в предыдущем фильме Ланга, сыграли Гленн Форд и Глория Грэм. «Хотя этот фильм и не относится к шедеврам нуара Ланга, тем не менее, эта беспощадная история неверности и шантажа ещё раз напоминает, что даже проходные фильмы Ланга остаются живыми, захватывающими и неотразимыми».
В 1954 году Ланг вернулся на «Метро-Голдвин-Майер» для постановки костюмированной приключенческой мелодрамы «Мунфлит» об охоте контрабандистов за бесценным бриллиантом в британском прибрежном городке Мунфлит в середине XVIII века. Несмотря на сильный состав актёров (Стюарт Грейнджер и Джордж Сандерс) и достаточно высокое качество постановки, фильм принёс студии убыток свыше миллиона долларов.
Двумя последними работами Ланга в США стали фильмы-нуар «Пока город спит» (1956) и «За гранью разумного сомнения» (1956), которые выпустил независимый продюсер Берт Е. Фридлоб для студии RKO. Действие фильма «Пока город спит» происходит в Нью-Йорке середины 1950-х годов. Сочетая элементы детективного триллера об охоте на маньяка, острой драмы борьбы за власть в гигантской медиа-корпорации и социального комментария о нравах в средствах массовой информации (включая негативное воздействие комиксов на сознание молодёжи), фильм отличается великолепной игрой звёздного состава актёров, включающего, среди прочих, Дэну Эндрюса, Джорджа Сэндерса, Винсента Прайса и Айды Лупино. В своём последнем американском фильме и своём третьем «газетном» нуаре «За пределами разумного сомнения» (1956) Ланг исследует тему правомочности вынесения смертного приговора на основании косвенных улик и вновь затрагивает тему средств массовой информации в современном обществе. Несмотря на качественную постановочную работу и привлечение звёзд (в главной роли вновь сыграл Дэна Эндрюс) фильм страдал от слабо проработанного сценария, невыразительной актёрской игры и визуального однообразия по причине ограниченности средств.
Во время съёмок Ланг постоянно конфликтовал с продюсером Бертом Е. Фридлобом. После завершения работы Ланг излил весь свой гнев в отношении голливудской машины и заявил, что не хочет более делать ни единого фильма в Голливуде. После этого он подготовил ещё несколько сценарных заготовок, но на этот раз никто из заметных продюсеров не выразил желания работать с ним.

### Завершение кинокарьеры в Европе: 1957—1963 годы
В 1956 году Ланг впервые посетил ФРГ, обсудил несколько проектов, но без конкретных планов вернулся в Беверли-Хиллз. В конце 1957 года он откликнулся на предложение немецкого продюсера Артура Браунера и поставил фильмы «Индийская гробница» (Das Indische Grabmal, 1959) и «Тысяча глаз доктора Мабузе» (Die tausend Augen des Dr. Mabuse, 1960). В 1963 году Ланг сыграл самого себя в фильме Жана-Люка Годара «Презрение» (Le mepris). В 1964 году он был председателем жюри Каннского кинофестиваля.

### Личная жизнь
В 1919—1920 гг. Ланг был женат на Элизабет Розенталь, в 1922—1933 гг. на Теа фон Харбоу.
В 1971 году он тайно женился на Лили Латте (нем. Lily Latté), секретарше, ассистенте, спутнице жизни, с которой познакомился в начале 1930-х годов.
Ни в одном из браков детей не было.
Фриц Ланг умер в Беверли-Хиллз 2 августа 1976 года. Похоронен на Голливудских холмах.

## Фильмография

### Режиссёр
| Год  | Название                              | Оригинал                                                    | Описание |
| ---- | ------------------------------------- | ----------------------------------------------------------- | --- |
| 1919 | Полукровка                            | Halbblut                                                    | Утерян |
| 1919 | Властелин любви                       | Der Herr der Liebe                                          | Утерян |
| 1919 | Харакири                              | Harakiri                                                    | По «Мадам Баттерфляй»                                                                                             |
| 1919 | Пауки. Часть 1: Золотое озеро         | Die Spinnen, 1. Teil — Der Goldene See                      | Приключенческий фильм о послании в бутылке и потерянных сокровищах. Был утерян до 1970-х                          |
| 1920 | Пауки. Часть 2: Бриллиантовый корабль | Die Spinnen, 2. Teil — Das Brillantenschiff                 | Флаг Германии |
| 1920 | Блуждающий образ                      | Das wandernde Bild                                          | Сохранился не полностью. Мелодрама.                                                                               |
| 1921 | Четверо вокруг женщины                | Vier um die Frau                                            | Мелодрама |
| 1921 | Усталая Смерть                        | Der Müde Tod                                                | Экспрессионистическая история, где Смерть является действующим лицом.                                             |
| 1922 | Доктор Мабузе, игрок                  | Dr. Mabuse, der Spieler                                     | 1-й фильм режиссёра о его любимом персонаже, гениальном воре (4 часа)                                             |
| 1924 | Нибелунги                             | Die Nibelungen: Siegfried, Die Nibelungen: Kriemhilds Rache | Экранизация классического эпоса                                                                                   |
| 1927 | Метрополис                            | Metropolis                                                  | Легендарный фильм о мире будущего и женщине-роботе                                                                |
| 1928 | Шпионы                                | Spione                                                      | Шпионский триллер                                                                                                 |
| 1929 | Женщина на Луне                       | Frau im Mond                                                | Научная фантастика                                                                                                |
| 1931 | М (Город ищет убийцу)                 | M                                                           | Психологический триллер о маньяке-убийце детей. Первый звуковой фильм режиссёра                                   |
| 1933 | Завещание доктора Мабузе              | Das Testament des Dr. Mabuse                                | Флаг Германии |
| 1934 | Лилиом                                | Liliom                                                      | Фантазийная сказка о переселении душ.                                                                             |
| 1936 | Ярость                                | Fury                                                        | Молодого человека линчуют по ошибке. Он выживает в пожаре и мстит жителям оскорбившего его города                 |
| 1937 | Жизнь даётся один раз                 | You Only Live Once                                          | О трагической любви осуждённого преступника и помощницы прокурора.                                                |
| 1938 | Ты и я                                | You and Me                                                  | О паре преступников                                                                                               |
| 1940 | Возвращение Фрэнка Джеймса            | The Return of Frank James                                   | Вестерн о брате Джесси Джеймса                                                                                    |
| 1941 | Вестерн-Юнион                         | Western Union                                               | Вестерн |
| 1941 | Охота на человека                     | Man Hunt                                                    | Триллер о человеке, за которым охотятся нацисты и Пятая колонна в Британии                                        |
| 1942 | Лунный прилив                         | Moontide                                                    | Драма о человеке, который боится, что признался в убийстве, пока был пьян                                         |
| 1943 | Палачи тоже умирают!                  | Hangmen Also Die!                                           | Триллер, вымышленная история обстоятельств того, как нацисты ищут убийцу Гейдриха, а соотечественники его прячут. |
| 1944 | Министерство страха                   | Ministry of Fear                                            | Шпионский триллер, экранизация романа Грэма Грина                                                                 |
| 1944 | Женщина в окне                        | The Woman in the Window                                     | Триллер о роковой случайной встрече профессора и красавицы                                                        |
| 1945 | Улица греха                           | Scarlet Street                                              | Фильм-нуар о грехопадении простого человека                                                                       |
| 1946 | Плащ и кинжал                         | Cloak and Dagger                                            | Шпионский триллер об операции в Европе во время войны                                                             |
| 1948 | Тайна за дверью                       | Secret beyond the Door                                      | Психологический триллер на мотив Синей Бороды                                                                     |
| 1950 | Дом у реки                            | House by the River                                          | Триллер о семье, которая живёт в доме над рекой, наводнении и убийстве служанки                                   |
| 1950 | Американские партизаны на Филиппинах  | American Guerrilla in the Philippines                       | Военный фильм |
| 1952 | Пресловутое ранчо                     | Rancho Notorious                                            | Вестерн о поиске героем убийцы любимой девушки                                                                    |
| 1952 | Стычка в ночи                         | Clash by Night                                              | Драма о жизни в небольшом городке                                                                                 |
| 1953 | Синяя гардения                        | The Blue Gardenia                                           | Детектив в жанре нуар                                                                                             |
| 1953 | Сильная жара                          | The Big Heat                                                | Детектив-нуар о расследовании смерти полицейского                                                                 |
| 1954 | Человеческое желание                  | Human Desire                                                | Адаптация романа Эмиля Золя                                                                                       |
| 1955 | Мунфлит                               | Moonfleet                                                   | Готическая мелодрама о Британии XVIII века                                                                        |
| 1956 | Пока город спит                       | While the City Sleeps                                       | Драма |
| 1956 | За пределами разумного сомнения       | Beyond а Reasonable Doubt                                   | Фильм-нуар |
| 1959 | Бенгальский тигр                      | Der Tiger von Eschnapur                                     | Приключенческий фильм об Индии                                                                                    |
| 1959 | Индийская гробница                    | Das Indische Grabmal                                        | Продолжение предыдущего                                                                                           |
| 1960 | Тысяча глаз доктора Мабузе            | Die Tausend Augen des Dr. Mabuse                            | Флаг Германии |

### Сценарист
- 1919 — Пляска смерти / Totentanz
- 1921 — Индийская гробница / Das indische Grabmal, 2 Teile

## Награды
В 1931 году Ланг получил награду за свой фильм «М» от «Немецкой ассоциации киноискусств». В дальнейшем он множество наград во Франции, Германии, Австрии и Югославии с 1950-х по 1970-е годы. В США его работы не были отмечены кинематографическим сообществом до ретроспективы его работ в Музее искусств округа Лос-Анджелес в 1969 году. Фриц Ланг удостоен собственной звезды на Аллее Славы в Голливуде (1600 Vine Street).

## Память
В 2016 году немецкий режиссёр Гордиан Маугг снял о режиссёре художественный фильм «Фриц Ланг».